# 욱일장
욱일장(일본어: 旭日章 쿄쿠지츠쇼[*], 영어: Order of the Rising Sun)은 일본의 훈장 가운데 하나로 동화장과 서보장의 사이에 위치하는 훈장이다. 일본 최초의 훈장으로 1875년 메이지 천황에 제정되었으며 남자에게 수여되는 훈장이다. 이듬해 1876년에는 욱일장 상위에 대훈위국화대수장을 신설하였고, 1888년 그 상위에 대훈위 국화장경식을 두었다. 처음에는 상패(賞牌)로 칭했지만 1877년에는 훈장으로 개칭되었다. 1888년에는 최고 등급으로 욱일동화대수장 상위에 훈1등 욱일동화대수장이 추가되어 9등급의 욱일장으로 운용하였다. 2003년에 영전 제도 개정으로 동화대수장을 욱일장에 대한 동화장으로 훈등 표시를 생략하고, 훈7등과 훈8등을 폐지하는 등 대폭적인 개정이 이루어져 6등급의 욱일장으로만 운용되었다. 개정 이후 남성에만 제한되어 운용되던 욱일장 수여 대상이 여성까지 확대되어 남녀가 평등하게 수여받을 수 있는 훈장이 되었다.
국가 혹은 공공에 대한 공로가 있는 자 중에 공적 내용에 주목하여 현저한 공적을 올린 자에게 수여하였다. 훈장의 모양은 일장(日章)을 중심으로 광선을 배치하였으며, 문채(章)와 수(綬)를 연결하는 꼭지는 오동나무 꽃과 잎의 형상이다.

## 등급
| 명칭                    | 과거 훈등 및 명칭 | 과거 훈등 및 명칭               | 비고                                                                                         |
| ----------------------- | ----------------- | ------------------------------- | -------------------------------------------------------------------------------------------- |
| －                      | 훈일등 (勲一等)   | 욱일동화대수장 (旭日桐花大綬章) | 영전제도의 개정에 따라 욱일장에서 독립하여 현재는 상위 훈장인 동화장의 동화대수장으로서 운용 |
| 욱일대수장 (旭日大綬章) | 훈일등 (勲一等)   | 욱일대수장 (旭日大綬章)         | 영전제도의 개정에 따라 훈등 표시는 폐지                                                      |
| 욱일중광장 (旭日重光章) | 훈이등 (勲二等)   | 욱일중광장 (旭日重光章)         | 영전제도의 개정에 따라 훈등 표시는 폐지                                                      |
| 욱일중수장 (旭日中綬章) | 훈삼등 (勲三等)   | 욱일중수장 (旭日中綬章)         | 영전제도의 개정에 따라 훈등 표시는 폐지                                                      |
| 욱일소수장 (旭日小綬章) | 훈사등 (勲四等)   | 욱일소수장 (旭日小綬章)         | 영전제도의 개정에 따라 훈등 표시는 폐지                                                      |
| 욱일쌍광장 (旭日双光章) | 훈오등 (勲五等)   | 쌍광욱일장 (双光旭日章)         | 영전제도의 개정에 따라 훈등 표시는 폐지되었으며, ‘욱일’의 위치는 도치되어 개칭               |
| 욱일단광장 (旭日単光章) | 훈육등 (勲六等)   | 단광욱일장 (単光旭日章)         | 영전제도의 개정에 따라 훈등 표시는 폐지되었으며, ‘욱일’의 위치는 도치되어 개칭               |
| －                      | 훈칠등 (勲七等)   | 청색동엽장 (青色桐葉章)         | 영전제도의 개정에 따라 폐지                                                                  |
| －                      | 훈팔등 (勲八等)   | 백색동엽장 (白色桐葉章)         | 영전제도의 개정에 따라 폐지                                                                  |